# Luigi Facta
Luigi Facta, (Pinerolo, Pijemont, 16. studenog 1861. — Pinerolo, 5. studenog 1930.), bio je talijanski političar.
Facta postaje poslanik 1892. a bio je pristaša Giovanni Giolittiove liberalne stranke. Bio je ministar financija u vladama Luigia Luzzattia i Giovannia Giolittia (1910. – 1914.), i ministar pravosuđa u vladi Vittoria Orlanda (1919). Ponovo (1920. – 1921.), obnaša dužnost ministra financija u Giolittiovom kabinetu. U veljači 1922. izabran je za premijera, kao izbor koalicione vlade, no nije mu uspjelo pridobiti povjerenje parlamenta, kao što mu nije uspjelo savladati tešku unutarnju krizu u zemlji, na koju su utjecali veliki štrajkovi, komunističke pobune, nezaposlenost i sve jači fašistički pokret. Izglasavanje nepovjerenja u zastupničkom domu u srpnju 1922., prisiljava ga na rekonstrukciju vlade. Pohod na Rim u listopadu iste godine prouzrokovao je pad njegove vlade. 
Bio je predsjedavajući Ženevske konferencije 1922. a za senatora je izabran 1924. godine.